# Regulator powrotu
Regulator powrotu – zespół oporopowrotnika, który służy do płynnego i bezuderzeniowego wyhamowywania zespołu odrzutowego podczas powrotu w taki sposób, żeby przy zachowanych warunkach stateczności broni nastąpiło zadziałanie mechanizmów, uruchamianych kosztem energii powrotu.
Regulator powrotu jest niezależnym zespołem oporopowrotnika, może być zespołem powrotnika, ale najczęściej jest podzespołem opornika. Regulatory dzielą się na hamujące na całej drodze powrotu i na hamujące na części drogi powrotu. Wyróżniamy regulatory wrzecionowe, bruzdowe, wpustowe, z pierścieniem obrotowym, zaworowe i kombinowane ze względu na sposób realizacji zmiennej powierzchni otworów przepustowych. Są urządzeniami hydraulicznymi podobnie jak oporniki w których proces hamowania polega na wykorzystaniu zjawiska oporu hydraulicznego cieczy, która przetłaczana jest przez otwory przepływowe, które są odpowiednio kalibrowane.